# キングダム (アニメ)
『キングダム』は、原泰久による日本の漫画『キングダム』を原作としたテレビアニメ作品。

## 概要
これまで、4つのシリーズがNHKの各チャンネルにて放送され、ナレーションは高塚正也が担当している。戦闘のシーンでは公共局であるNHKの基準内で放送できるよう、表現に抑制が行われている（体が切断されるシーンでは透過光でぼかしている等）。第3回衛星放送協会オリジナル番組アワードで、オリジナル番組賞 最優秀賞（アニメ部門）を受賞。
第1シリーズ
NHK BSプレミアムにて、2012年6月4日から2013年2月25日にかけて全38話放送された。第1シリーズはキャラクターもCGアニメーションが重きを占める動画構成となっている。
第2シリーズ
2013年6月8日から2014年3月2日にかけて、全39話放送された。
第3シリーズ
このシリーズより本放送する媒体を地上波であるNHK総合に移し、2020年4月6日より同局で放送が開始されたが、当時感染を拡大していたCOVID-19に伴い制作スケジュールに多大な影響が発生したため、第5話以降長期の放送休止期間に入った（5月以降は代替番組として『未来少年コナン』デジタルリマスター版を放送。そのまま12月7日から2021年3月29日にかけては『進撃の巨人 The Final Season』Part 1を放送）。
2020年10月5日、第3シリーズの再開時期が「2021年春」と大まかに発表された。
同年12月14日、2021年4月からの放送再開が発表。
2021年2月12日、放送再開日を同年4月5日と発表（放送曜日は以前と同じ）。この日から4月26日までは第1〜4話までが再放送され、未放送であった第5話以降はその後の5月3日から10月18日まで放送された。全26話。
第4シリーズ
第3シリーズ放送終了後に制作が発表された。2022年4月10日から10月2日までNHK総合にて放送。全26話。メインスタッフも前シリーズから続投する。
第5シリーズ
第4シリーズ放送終了後に制作が発表された。2024年1月6日よりNHK総合にて放送開始予定であったが、令和6年能登半島地震（1月1日発生）の臨時ニュースの放送に伴い同年1月14日に延期された。
第６シリーズ
2025年10月4日に放送開始の予定である。

## ストーリー

### 第1シリーズ
時は紀元前、中華最西の国・秦に信と漂という戦災孤児で下僕の少年がいた。2人はそこから抜け出す為に「天下の大将軍」を目指し、日々修行に明け暮れていた。そんな中漂は、秦大臣・昌文君に見出だされ仕官を果たす。だが1ヶ月後、漂が深手を負った状態で信の元に戻り、信に地図と大将軍の夢を託し命を落とす。
地図に書かれた場所に向かった信は、その先で秦王・嬴政と出会う。政は王弟・成蟜と秦左丞相・竭氏の反乱により玉座を追われるも、昌文君と仕官後に影武者となった漂の手により逃げ延びる。だが漂は刺客により重傷を負い、その刺客が追ってくるも信が討ち取る。そして追手の包囲から河了貂の手引きで逃がれ、追撃をかわしながら昌文君らと合流する。そして玉座の奪還を狙う一行は山の民の助力を求め、政は山の王・楊端和と会談する。政はその中で「王の道」を説き説得に成功、助力を獲得した政達はついに成蟜と竭氏のいる秦王都・咸陽へと向かう。
政達は王宮内に潜入、城門を破り広場へ突入する。そして政・楊端和らが広場の敵軍を食い止め、その隙に別動隊が成蟜、竭氏のいる本殿へと通じる回廊を進む。そして信は待ち構えていた左慈を昌文君副官・壁の援護もあって討ち取り、本殿に到達する。そこへ化猿・ランカイが襲い掛かるも信の一刀により戦意を失い、竭氏は討たれ成蟜も本殿を脱出する。そんな中広場に六大将軍・王騎が乱入し政に問いかけ、その答えに満足したのか王騎は去る。脱出した成蟜も気絶させられ反乱軍も降伏した。
信はその後土地と家を貰い河了貂と同居、一方咸陽では呂不韋陣営が帰還した。呂不韋は昌平君、蒙武、李斯、蔡沢の四柱らを率いて参内し、政陣営は圧倒的な力の差を見せつけられる。
3ヶ月後の始皇二年、魏の要衝・滎陽に向け秦大将軍・麃公を総大将に15万の軍勢が侵攻する。信はそれに従軍し、尾平、羌瘣らと作った伍と共に進軍する。だが魏軍総大将・呉慶により城が落とされ、さらに魏軍が滎陽から討って出るなど秦軍は後手に回る。そして両軍は蛇甘平原で激突するが、秦軍は兵数・地の利で劣り劣勢となる。
信の所属する第4軍も遅れて到着し、魏軍に対し突撃する。だが魏の装甲戦車隊の突撃により秦軍歩兵は甚大な被害を出す中、信達は孤軍奮闘する。それを知った麃公は全騎馬隊を第4軍の元に派遣、千人将・縛虎申は魏軍副将・宮元の布陣する丘を目指し突撃する。縛虎申は丘を登りきり宮元と刺し違え、秦軍は丘を奪取する。
秦軍が丘への布陣を急ぐ中、そこへ突如丘へ現れた王騎。信は王騎との会話の中で、戦場に置ける武将の存在の大きさを知る。そんな中呉慶本軍に向けて麃公本軍が突撃、麃公は壁隊の援護や信の活躍により呉慶のいる本陣へと到達、一騎討ちとなる。呉慶は奮闘するも、麃公の力を前に敗れ討ち取られる。
呉慶討死により魏兵は戦意喪失し秦軍は勝利するが、滎陽奪取には至らず秦軍は帰国の途につく。帰国後信は武功により百人将に昇格、その後信は最後の六大将軍・王騎に教えを乞う。
始皇三年2月、秦大将軍・蒙驁を総大将に20万の軍勢が韓に侵攻、蒙驁軍は快進撃を続け1ヶ月の間に11もの城を落とす。だがその隙を付かれ趙三大天・龐煖を総大将に12万の軍勢が馬央、そして馬陽に侵攻する。秦はそれに対し王騎を総大将、蒙武を副将に10万の軍勢を派遣。出陣前に王騎は政に昭王の遺言を伝える。また従軍した信の元に特殊百人隊・飛信隊が結成される。そして両軍は乾原で激突する。
秦軍中央の蒙武軍の攻撃はいなされる一方秦右軍は趙左軍に攻撃を受け、秦左軍は趙右軍の将・馮忌の策により大損害を出す。そんな中飛信隊は王騎の特命を受け、馮忌を討つべく趙右軍の側面に突撃、守備隊を突破し馮忌本陣に迫る。さらに秦左軍の将・干央と千人将・壁も反撃に出たことで本陣一帯は乱戦状態となり、信はその隙を突き馮忌を討つ。その夜王騎が隊名を与えた意味を知らされた信は、将軍への道を垣間見た。
二日目、蒙武軍は敵軍に猛攻を加え大損害を与える。三日目も同様であり、対応を迫られた趙軍は四日目、全軍で蒙武を狙う。だが王騎は全軍総攻撃を掛け、趙軍は後方の山間部へ退却した。その夜、秦軍の夜営地に突如龐煖が現れ秦兵を襲う。さらに趙将・万極の夜襲を受け、また干央は全軍に龐煖を狙わせ混戦状態となる。飛信隊も龐煖を狙うも失敗、敗走し万極軍の猛追を受ける。だが隊員の奮闘により難を逃れ、翌朝再集結を果たす。
五日目、王騎は自ら敵将を討ち、蒙武は趙本陣に猛攻を掛けるも罠に嵌まり窮地に陥る。王騎は蒙武軍を救うべく軍を進め趙本軍と対峙、歩兵を囮として趙本陣に突入し龐煖との一騎打ちを繰り広げる。六将・摎の仇である龐煖を王騎は追い詰めるも、趙三大天・李牧率いる大軍が秦軍を包囲する。さらに王騎は背後からの矢が影響し龐煖に胸を貫かれる。
王騎副官・騰らの奮闘の末に包囲を脱出した王騎は、信に自らの矛を託し、皆に多くのものを残してこの世を去る。その後趙軍は撤退し、信は武功により三百人将へ昇格する。河了貂は軍師になることを決意し、昌平君の軍師学校に入学、蒙毅らと兵法を学ぶ。

### 第2シリーズ
始皇四年、呂不韋の画策により趙宰相・李牧が秦を訪れる。そして李牧の提言により秦趙同盟が締結、その後の宴席で信は李牧を戦場で倒すことを宣言した。そして前線では、信や同じく三百人将の玉鳳隊隊長・王賁、楽華隊隊長・蒙恬といった若き将が次の大戦に向け武功を重ねていく。
肆氏ら竭氏残党を吸収した政陣営の元に、政の母・大后のいる後宮から白紙の書簡が届く。突然の接触に戸惑うも翌朝政は大后の元へ赴き、打倒呂不韋の協力を要請する。返答は可であったが、大后は裏で呂不韋と密通をしていた。その事実を知った宮女・向は大怪我を負わされながらもその事を政に伝え、それを知った政は攻勢へと転じる。
始皇五年、魏要衝・山陽一帯を攻略すべく大将軍・蒙驁を総大将に20万強の軍勢が侵攻。対する魏軍は、元趙三大天・廉頗に率いられていた。秦軍は魏の城を落としながら行軍するが、廉頗四天王・輪虎により千人将が次々と暗殺される。これを受け秦軍は軍の再編成を行い、蒙恬、王賁、信は臨時千人将へ昇格した。そして両軍は流伊平野で激突する。
一日目、先鋒隊同士の激突は一進一退となるが、廉頗四天王・玄峰の策略により大損害を被る。二日目、王翦率いる左軍は敵の猛攻により後退するも、桓騎率いる秦右軍は奇策により優勢となっていた。そして四日目、桓騎は自ら敵軍に潜入し玄峰を討ち取った。5日目、蒙恬の作戦により信と王賁が輪虎に襲い掛かるも、輪虎は2人相手に互角以上に闘う。だが限界を越えた信の一刀により輪虎は左手を負傷する。一方秦左軍では壁が敵将を追い詰めるも、敵の策により窮地に陥る。だがそこへ王翦本軍、更には廉頗も現れるも、王翦は後方の砦へ退却した。
六日目、輪虎率いる魏中央軍は秦中央軍へ突撃するも、飛信隊に進撃を止められ、信は輪虎と一騎討ちを繰り広げる。また蒙驁本陣の背後から廉頗軍が攻め込み、廉頗は蒙驁の策を破り本陣へ到達、蒙驁と一騎討ちとなる。一方信は死闘の末に輪虎を討ち取り、蒙恬と共に本陣へと急ぐ。蒙驁は一廉頗相手に奮闘するも左腕を失い、また廉頗は輪虎の仇・信にも矛を向ける。だが桓騎が魏本陣を落としたことで廉頗は敗北を認め和睦、秦は山陽を獲得した。
戦後まもなく飛信隊は帰路に付き、その最中羌瘣は姉同然であった羌象の仇を取るべく、飛信隊を一時離脱する。また論功行賞で信は、正式に千人将へ昇格した。
3ヶ月後、飛信隊は軍略の要たる羌瘣が不在の為敗戦を続け、再降格の危機に陥る。だが河了貂の加入により救われ、山陽平定に活躍する。そして山陽平定後、秦は山陽を東郡へ改称すると宣言した。その後飛信隊が対楚前線に送られる一方、李牧と龐煖は燕に侵攻し劇辛を討ち取る。
咸陽では、嫪毐が大后の元へ送り込まれたことで呂不韋陣営が拡大、呂不韋が相国に就任した。これを受け政は成蟜一派を解放し呂不韋打倒に協力させる。そして空席となった丞相の席には、右丞相に昌平君、左丞相に昌文君が就任する。これにより政陣営は確かな実権を手に入れた。

### 第3シリーズ
始皇六年、楚軍が秦へ侵攻し、さらに魏・趙・韓・燕・斉の軍が次々とと侵攻。これは戦国四君にして楚宰相・春申君を総大将、李牧を参謀とする六国連合・合従軍であった。蔡沢により斉を離脱させたが、合従軍を迎え撃つべく秦は国内全戦力を動員、両軍は国門・函谷関で激突した。
一日目、麃公軍は趙軍副将・慶舎の罠に嵌まるも、信の檄で盛り返し激戦となる。一方魏軍総大将・呉鳳明は函谷関に巨大井闌車を投入するも、桓騎が1台を焼き払う。また騰軍は楚第一軍と激突してその将を討ち、信は混戦の中で万極を討ち取った。2日目以降合従軍は、楚第二軍将・媧燐の献策により主力を温存した消耗戦を続ける中、七日目には韓軍総大将・成恢により秦将・張唐が毒を喰らう。
十五日目、合従軍全軍による総攻撃が行われた。蒙武軍は楚軍総大将・汗明軍に対し斜陣がけを仕掛けた後自ら突撃、騰軍は媧燐軍の猛攻に対し王賁・蒙恬を抜擢する。函谷関では呉鳳明の猛攻の中、張唐が桓騎と共に韓本陣を奇襲、成恢を討った後毒で力尽きる。一方燕軍総大将オルドは函谷関の裏を狙うも王翦軍の急襲に退却、また項翼が騰と互角の戦いをする中媧燐本軍が突撃する。媧燐本軍はさらに蒙武を狙うも、蒙武は汗明を一騎討ちの末に討ち取る。だが媧燐により函谷関が陥落寸前に陥るも、王翦の活躍により函谷関を守り切った。
秦軍が勝利に浮かれる中、李牧率いる別動隊により国門・武関の内側の城が次々と陥落する。この動きを察知した麃公軍は猛追を掛け、李牧の策を破り本陣へ到達する。だが麃公は龐煖との一騎討ちの末に討たれ、信達残された者は咸陽へ向かった。その頃、政は自ら出陣し、咸陽を守る最後の城・蕞で信達と合流。政の檄で蕞の住民は奮い立ち、民兵と共に李牧軍を迎え撃つ。
民兵達の奮戦により初日を凌ぐも、形だけの夜襲により民兵は疲弊、二日目には李牧軍の将・傅抵とカイネにより窮地に陥る。だが飛信隊が2人を破り、さらに三日目、四日目も凌ぐ。だが五日目には民兵が限界を迎え倒れ出し、政も深手を負う。そして李牧軍は総攻撃を掛けるも、全てを出し切り六日目も凌ぐ。だが七日目、とうとう城門が突破されるが、そこへ山の民が現れ形勢逆転、信は龐煖に挑み、ついに深手を負わせ龐煖を退かせる。山の民により李牧軍は撤退、合従軍は両谷関より完全撤退を余儀なくされ、斉へ攻め込んだのち解散した。
論功行賞で信は三千人将へ昇格、一方羌瘣は仇敵・幽連の居所へ乗り込む。幽連の現蚩尤としての力に苦戦するも、飛信隊との繋がりが羌瘣の力となって幽連を討ち、再び飛信隊へと戻った。

## キャスト
- 第1シリーズの声優については、公式サイト[2]を参照。
- 第2シリーズの声優については、公式サイト[3]を参照。
- 第3シリーズの声優については、公式サイト[18]を参照。

## スタッフ
|                               | 第1シリーズ                                   | 第2シリーズ                                   | 第3シリーズ                                   | 第4シリーズ                                   | 第5シリーズ                                   |
| ----------------------------- | --------------------------------------------- | --------------------------------------------- | --------------------------------------------- | --------------------------------------------- | --------------------------------------------- |
| 原作                          | 原泰久（集英社 ヤングジャンプ・コミックス刊） | 原泰久（集英社 ヤングジャンプ・コミックス刊） | 原泰久（集英社 ヤングジャンプ・コミックス刊） | 原泰久（集英社 ヤングジャンプ・コミックス刊） | 原泰久（集英社 ヤングジャンプ・コミックス刊） |
| 監督                          | 神谷純                                        | 岩永彰                                        | 今泉賢一                                      | 今泉賢一                                      | 今泉賢一                                      |
| シリーズディレクター          | N/A                                           | N/A                                           | 門間和弥                                      | 門間和弥                                      |                                               |
| シリーズ構成                  | 荒川稔久                                      | 荒川稔久                                      | 高木登                                        | 高木登                                        | 高木登                                        |
| キャラクターデザイン          | 戸部敦夫、大竹紀子 波間田正俊                 | 竹田逸子、徳永久美子 下島誠                   | 阿部恒                                        | 阿部恒                                        | 阿部恒                                        |
| コンセプトデザイン            | 高橋武之                                      | 高橋武之                                      | N/A                                           | N/A                                           |                                               |
| コンセプトデザイン            | N/A                                           | 中森良治                                      | N/A                                           | N/A                                           |                                               |
| 総作画監督                    | N/A                                           | 竹田逸子                                      | 冨岡寛、阿部恒、 りんしん                     | 冨岡寛、阿部恒、 りんしん                     |                                               |
| 美術監督                      | 東潤一                                        | 金鉉洙                                        | 水野雄介                                      | 水野雄介                                      | 東潤一                                        |
| 色彩設計                      | いわみみか                                    | 甲斐けいこ                                    | 阿部みゆき                                    | 阿部みゆき                                    | 阿部みゆき                                    |
| 3DCG監督 CGディレクター       | 奥村優子                                      | 奥村優子                                      | 遠藤工                                        | 遠藤工                                        |                                               |
| 3DCG監督 CGディレクター       | 奥村優子                                      | 奥村優子                                      | N/A                                           | 小川耕平                                      |                                               |
| 3DCG制作                      | N/A                                           | N/A                                           | ダンデライオンアニメーションスタジオ          | ダンデライオンアニメーションスタジオ          | ダンデライオンアニメーションスタジオ          |
| 撮影監督                      | 吉田寛                                        | 吉田寛                                        | 野上大地                                      | 野上大地                                      | 髙野弘樹                                      |
| 編集                          | 松村正宏                                      | 松村正宏                                      | 柳圭介                                        | 柳圭介                                        | 柳圭介                                        |
| 音響監督                      | 高桑一                                        | 高桑一                                        | 小泉紀介                                      | 小泉紀介                                      | ハマノカズゾウ                                |
| 音響制作                      | 立石弥生                                      | 立石弥生                                      | 神南スタジオ                                  | 神南スタジオ                                  | 神南スタジオ                                  |
| 音楽                          | 関美奈子                                      | 関美奈子                                      | 澤野弘之、KOHTA YAMAMOTO                      | 澤野弘之、KOHTA YAMAMOTO                      | 澤野弘之、KOHTA YAMAMOTO                      |
| 音楽制作                      | N/A                                           | N/A                                           | エイベックス・ピクチャーズ                    | エイベックス・ピクチャーズ                    | エイベックス・ピクチャーズ                    |
| プロデューサー                | 中沢いずみ                                    | 中沢いずみ                                    | 宮本未来、萩原良輔、 森亮介                   | 田村洋佑、岩見和弘、 倉島真由実               |                                               |
| プロデューサー                | 中沢いずみ                                    | 中沢いずみ                                    | 飯泉朝一                                      |                                               |                                               |
| アニメーション プロデューサー | 磯谷麻依子                                    | 磯谷麻依子                                    | 小越康之                                      | 小越康之                                      |                                               |
| 制作統括                      | 斉藤健治、柴田裕司、上田憲伯                  | 斉藤健治、柴田裕司、上田憲伯                  | N/A                                           | N/A                                           |                                               |
| アニメーション制作            | ぴえろ                                        | ぴえろ                                        | ぴえろ                                        | ぴえろ                                        | ぴえろ                                        |
| アニメーション制作            | N/A                                           | N/A                                           | スタジオ サインポスト                         | スタジオ サインポスト                         | スタジオ サインポスト                         |
| 制作・著作                    | NHK、総合ビジョン、ぴえろ                     | NHK、総合ビジョン、ぴえろ                     | キングダム製作委員会                          | キングダム製作委員会                          |                                               |

## 主題歌

### 第1シリーズ（主題歌）
「Pride」
オープニングテーマ。作詞・作曲・編曲・歌はNothing's Carved In Stone。
「Voice of Soul」
第1話〜第19話エンディングテーマ。作詞・作曲・編曲は山下和彰、歌は石田匠。
「Destiny Sky」
第20話〜第30話エンディングテーマ。作詞はBOUNCEBACK、作曲・編曲はats-、歌は若井友希(from i☆Ris)。
「Never Ending」
第31話〜第38話エンディングテーマ。作詞・作曲はBOUNCEBACK、編曲はats-、歌は蛇足。

### 第2シリーズ（主題歌）
「GLORY DAYS」
オープニングテーマ。作詞はKOHSHI、作曲・編曲はTAKE、歌はD☆DATE。
「21」
第1クールエンディングテーマ。作詞は多田宏、作曲・歌はThe Sketchbook、 編曲はThe Sketchbook、MB2nd。
「Exit」
第2クールエンディングテーマ。作詞は多田宏、作曲・歌はThe Sketchbook、編曲はThe Sketchbook、MB2nd。
「そこに君がいる」
第3クールエンディングテーマ。作詞は多田宏、作曲・歌はThe Sketchbook、編曲はThe Sketchbook、MB2nd。

### 第3シリーズ（主題歌）
「TOMORROW」
第1クールオープニングテーマ。作詞は松隈ケンタ×JxSxK、作曲は松隈ケンタ、編曲はSCRAMBLES、歌はBiSH。
「Deep inside」
第1クールエンディングテーマ。作詞はTomohiro Ohga、作曲・編曲・歌はwaterweed。
「STACKiNG」
第2クールオープニングテーマ。作詞は竜宮寺育、作曲は松隈ケンタ、編曲はSCRAMBLES、歌はBiSH。
「King」
第2クールエンディングテーマ。作詞は澤野弘之とcAnON、作曲および編曲は澤野弘之、歌は鈴木瑛美子。

### 第4シリーズ（主題歌）
「黎-ray-」
第1クールオープニングテーマ。作詞はSui、作曲・歌はSUIREN、編曲はRen。
「眩耀」
第1クールエンディングテーマ。作詞・作曲・編曲・歌は珀。
「geki」
第2クールオープニングテーマ。歌はzonji。
「Believe」
第2クールエンディングテーマ。歌はみさき。

### 第5シリーズ（主題歌）
「導火」
オープニングテーマ。歌はDeNeel。
「RULERS」
エンディングテーマ。歌はNovel Core。

## 各話リスト
| 話数   | サブタイトル   | 脚本     | 絵コンテ            | 演出                  | 作画監督            | 初放送日      |
| ------ | -------------- | -------- | ------------------- | --------------------- | ------------------- | ------------- |
| 第1話  | 無名の少年     | 荒川稔久 | 神谷純 村川建一郎   | 神谷純 たかおかきいち | 戸部敦夫            | 2012年 6月4日 |
| 第2話  | 運命の出会い   | 白石雅彦 | 堀之内元            | サトウ光敏            | 大竹紀子            | 6月11日       |
| 第3話  | 友よ…！        | 村山桂   | 木村哲              | 筑紫大介              | 波間田正俊          | 6月18日       |
| 第4話  | 王と剣         | 玉井豪   | たかおかきいち      | 高田昌宏              | 竹内由香里          | 6月25日       |
| 第5話  | 折れない心     | 和智正喜 | 若林厚史            | サトウ光敏            | 大竹紀子            | 7月2日        |
| 第6話  | 大将軍への道   | 白石雅彦 | 浪速勉              | たかおかきいち        | 波間田正俊          | 7月9日        |
| 第7話  | 恐ろしき山の民 | 村山桂   | 若林厚史            | 三原武憲              | 竹田逸子            | 7月16日       |
| 第8話  | それぞれの夢   | 玉井豪   | 堀之内元            | サトウ光敏            | 大竹紀子            | 7月23日       |
| 第9話  | いざ咸陽へ     | 和智正喜 | 村川建一郎          | 筑紫大介              | 竹内由香里          | 7月30日       |
| 第10話 | 王都突入       | 白石雅彦 | 浪速勉              | 中山敦史              | 高橋はつみ          | 8月6日        |
| 第11話 | 激戦開始       | 村山桂   | 若林厚史            | たかおかきいち        | 戸部敦夫            | 8月13日       |
| 第12話 | 究極の一刀     | 玉井豪   | 西村聡              | 髙田昌宏              | 波間田正俊          | 8月20日       |
| 第13話 | ランカイ吠える | 和智正喜 | 若林厚史            | サトウ光敏            | 竹内由香里          | 8月27日       |
| 第14話 | 剣の力         | 白石雅彦 | 佐藤雄三            | 筑紫大介              | 川口弘明 徳永久美子 | 9月3日        |
| 第15話 | 王の資格       | 荒川稔久 | 若林厚史            | たかおかきいち        | 波間田正俊          | 9月10日       |
| 第16話 | 呂不韋         | 村山桂   | 堀之内元            | 高田昌宏              | 大竹紀子            | 9月17日       |
| 第17話 | 初陣           | 玉井豪   | 佐藤雄三            | サトウ光敏            | 竹内由香里          | 9月24日       |
| 第18話 | 戦車隊の脅威   | 和智正喜 | 村川建一郎          | 筑紫大介              | 波間田正俊          | 10月1日       |
| 第19話 | 烈火の戦い     | 白石雅彦 | 西村聡              | いとがしんたろう      | 松竹徳幸            | 10月8日       |
| 第20話 | 王騎乱入       | 村山桂   | 浪速勉              | たかおかきいち        | 徳永久美子          | 10月15日      |
| 第21話 | 将軍の意味     | 玉井豪   | 堀之内元            | サトウ光敏            | 波間田正俊          | 10月22日      |
| 第22話 | 知将対猛将     | 和智正喜 | 若林厚史            | 高田昌宏              | 大竹紀子            | 10月29日      |
| 第23話 | 夜語り         | 荒川稔久 | 浪速勉              | 渡部周                | 増田敏彦            | 11月5日       |
| 第24話 | 新たなる試練   | 白石雅彦 | 浪速勉              | いとがしんたろう      | 斎藤寛              | 11月12日      |
| 第25話 | 任命           | 村山桂   | サトウシンジ        | 筑紫大介              | 南伸一郎            | 11月19日      |
| 第26話 | 武神 龐煖      | 玉井豪   | たかおかきいち      | たかおかきいち        | 徳永久美子          | 11月26日      |
| 第27話 | 飛信隊誕生     | 和智正喜 | 若林厚史            | 高田昌宏              | 波間田正俊          | 12月3日       |
| 第28話 | 王騎の飛矢     | 白石雅彦 | 西村聡              | 熨斗谷充孝            | 竹内由香里          | 12月10日      |
| 第29話 | 戦局急転       | 村山桂   | 堀之内元            | 河合滋樹              | 大竹紀子            | 12月17日      |
| 第30話 | 天災           | 荒川稔久 | 浪速勉              | たかおかきいち        | 南伸一郎            | 12月24日      |
| 第31話 | 集の力         | 玉井豪   | 村川健一郎          | いとがしんたろう      | 青木真理子          | 2013年 1月7日 |
| 第32話 | 敗走の飛信隊   | 和智正喜 | 宍戸淳              | 筑紫大介              | 松竹徳幸            | 1月14日       |
| 第33話 | 王騎 出陣！    | 白石雅彦 | サトウ光敏          | サトウ光敏            | 徳永久美子          | 1月21日       |
| 第34話 | 真打ち         | 村山桂   | 堀ノ内元            | 熨斗谷充孝            | 大竹紀子            | 1月28日       |
| 第35話 | 総大将見える   | 玉井豪   | 戸部敦夫            | たかおかきいち        | 中森良治            | 2月4日        |
| 第36話 | 王騎と摎       | 和智正喜 | 村川健一郎 戸部敦夫 | いとがしんたろう      | 竹内由香里          | 2月11日       |
| 第37話 | 我、死線にあり | 白石雅彦 | 西村聡              | サトウ光敏            | 波間田正俊          | 2月18日       |
| 第38話 | 継承           | 荒川稔久 | 神谷純              | 神谷純 たかおかきいち | 戸部敦夫            | 2月25日       |
| 総集編 |                |          |                     |                       |                     |               |
| 第1話  | 風雲急         | -        | -                   | -                     | -                   | 2013年 3月2日 |
| 第2話  | 運命の歯車     | -        | -                   | -                     | -                   | 3月11日       |
| 第3話  | 山の民         | -        | -                   | -                     | -                   | 3月18日       |
| 第4話  | 命と覚悟       | -        | -                   | -                     | -                   | 3月25日       |
| 第5話  | 激闘           | -        | -                   | -                     | -                   | 4月6日        |
| 第6話  | 若き王         | -        | -                   | -                     | -                   | 4月13日       |
| 第7話  | 本物の戦       | -        | -                   | -                     | -                   | 4月20日       |
| 第8話  | 将軍           | -        | -                   | -                     | -                   | 4月27日       |
| 第9話  | 百人隊         | -        | -                   | -                     | -                   | 5月4日        |
| 第10話 | 勝利のために   | -        | -                   | -                     | -                   | 5月11日       |
| 第11話 | 最強の男       | -        | -                   | -                     | -                   | 5月18日       |
| 第12話 | 激突の刻       | -        | -                   | -                     | -                   | 5月25日       |
| 第13話 | 新たな光       | -        | -                   | -                     | -                   | 6月1日        |

| 話数   | サブタイトル   | 脚本     | 絵コンテ         | 演出             | 作画監督            | 初放送日      |
| ------ | -------------- | -------- | ---------------- | ---------------- | ------------------- | ------------- |
| 第1話  | 新時代         | 荒川稔久 | 岩永彰           | 岩永彰           | 徳永久美子 折井一雅 | 2013年 6月8日 |
| 第2話  | 静かなる戦場   | 白石雅彦 | 福島利規         | 福島利規         | 松竹徳幸 大竹紀子   | 6月15日       |
| 第3話  | 嵐の祝宴       | 和智正喜 | 影山楙倫         | 熨斗谷充孝       | 中森良治            | 6月22日       |
| 第4話  | 王と蟻         | 玉井豪   | サトウ光敏       | サトウ光敏       | 刃間田雅俊          | 6月29日       |
| 第5話  | 第三勢力       | 村山桂   | 田所修 Royden B  | 布施木一喜       | 原田峰文            | 7月6日        |
| 第6話  | 美しき猛毒     | 荒川稔久 | 影山楙倫         | 石田暢           | 竹内由香里          | 7月13日       |
| 第7話  | 呪われた王子   | 白石雅彦 | 浪速勉           | 筑紫大介         | 大竹紀子            | 7月20日       |
| 第8話  | 政と紫夏       | 和智正喜 | 田所修 Royden B  | 堀内直樹         | 川口弘明            | 7月27日       |
| 第9話  | つなぐ願い     | 玉井豪   | 佐藤雄三         | 熨斗谷充孝       | 中森良治            | 8月3日        |
| 第10話 | 砕けた愛       | 村山桂   | ユキヒロマツシタ | 布施木一喜       | 原田峰文            | 8月10日       |
| 第11話 | 揃い踏み       | 荒川稔久 | サトウ光敏       | サトウ光敏       | 刃間田雅俊          | 8月17日       |
| 第12話 | 高狼城攻略     | 白石雅彦 | 神谷純           | ながはまのりひこ | 松竹徳幸 富田美文   | 8月24日       |
| 第13話 | 俺の戦り方     | 和智正喜 | 城所聖明         | 城所聖明         | 辻美也子            | 8月31日       |
| 第14話 | その男、廉頗   | 玉井豪   | 中川聡           | 小野田雄亮       | 大竹紀子            | 9月7日        |
| 第15話 | 武将の空気     | 村山桂   | 影山楙倫         | 又野弘道         | 山﨑展義            | 9月14日       |
| 第16話 | 真夜中の大将軍 | 白石雅彦 | ユキヒロマツシタ | 筑紫大介         | 南伸一郎            | 9月21日       |
| 第17話 | 開戦前夜       | 玉井豪   | 浪速勉           | 布施木一喜       | 敷島博英            | 9月28日       |
| 第18話 | 激突！         | 村山桂   | 佐藤雄三         | 熨斗谷充孝       | 原詔之              | 10月6日       |
| 第19話 | 玄峰の奇策     | 和智正喜 | サトウシンジ     | ながはまのりひこ | 下島誠              | 10月13日      |
| 第20話 | 飛信隊逆襲     | 和智正喜 | 福島利規         | 阿部栞士         | 刃間田雅俊          | 10月20日      |
| 第21話 | 盗賊対軍略家   | 白石雅彦 | サトウ光敏       | サトウ光敏       | 辻美也子            | 10月27日      |
| 第22話 | 蒙恬の提案     | 村山桂   | 影山楙倫         | 又野弘道         | 山﨑展義            | 11月3日       |
| 第23話 | 三隊共闘       | 玉井豪   | 浪速勉           | 小野田雄亮       | 李相民              | 11月10日      |
| 第24話 | 越えるべき壁   | 白石雅彦 | 神谷純           | 村山靖           | 高鉾誠              | 11月17日      |
| 第25話 | 裏の裏         | 村山桂   | サトウ光敏       | サトウ光敏       | 南伸一郎 富田美文   | 11月24日      |
| 第26話 | 将の器         | 和智正喜 | 影山楙倫         | 熨斗谷充孝       | 中森良治            | 12月1日       |
| 第27話 | 決着の刻       | 白石雅彦 | 田所修           | ながはまのりひこ | 久保翔              | 12月18日      |
| 第28話 | 最後の策       | 和智正喜 | 浪速勉           | ながはまのりひこ | 小山知洋            | 12月15日      |
| 第29話 | 一瞬           | 村山桂   | ユキヒロマツシタ | 小野田雄亮       | 下島誠              | 12月22日      |
| 第30話 | 大事な仲間     | 玉井豪   | サトウ光敏       | サトウ光敏       | 刃間田雅俊          | 12月29日      |
| 第31話 | 蒙驁、退かず   | 白石雅彦 | 影山楙倫         | 村山靖           | 原田峰文            | 2014年 1月5日 |
| 第32話 | 色あせぬ時代   | 和智正喜 | 本多康之         | 小高義規         | 辻美也子            | 1月12日       |
| 第33話 | 勝利…そして    | 荒川稔久 | ユキヒロマツシタ | 西村博昭         | 中森良治            | 1月19日       |
| 第34話 | 軍師の到着     | 玉井豪   | 影山楙倫         | 熨斗谷充孝       | 富田美文            | 1月26日       |
| 第35話 | 試練と覚悟     | 荒川稔久 | 神谷純           | ながはまのりひこ | 小山知洋            | 2月2日        |
| 第36話 | 上を行く       | 荒川稔久 | 浪速勉           | 石田暢           | 木村春斗            | 2月9日        |
| 第37話 | 遠雷           | 和智正喜 | 田所修           | 小高義規         | 清水恵蔵            | 2月16日       |
| 第38話 | 謀略の舞台     | 村山桂   | サトウ光敏       | サトウ光敏       | 下島誠              | 2月23日       |
| 第39話 | 新たなる伝説   | 白石雅彦 | 福島利規         | 福島利規         | 辻美也子            | 3月2日        |

| 話数   | サブタイトル   | 脚本       | 絵コンテ                 | 演出                       | 作画監督                                                                                       | 総作画監督      | 初放送日      |
| ------ | -------------- | ---------- | ------------------------ | -------------------------- | ---------------------------------------------------------------------------------------------- | --------------- | ------------- |
| 第1話  | 迫り来る合従軍 | 高木登     | 今泉賢一                 | 門間和弥                   | ムラオミノル、一居一平 石川健介、武智敏光                                                      | 冨岡寛          | 2020年 4月6日 |
| 第2話  | 一堂に会す     | 宮下隼一   | 古川順康                 | 佐藤清光                   | Lee Jong-Gyeong、Park Myoung Hun Kim Gyeong-Hwan、Park Seong hwan                              | 冨岡寛          | 4月13日       |
| 第3話  | 函谷関攻防戦   | 入江信吾   | 今泉賢一                 | 川西泰二                   | 北村友幸、武智敏光                                                                             | 冨岡寛          | 4月20日       |
| 第4話  | 二つの戦場     | 金子鈴幸   | 相馬満 今泉賢一 (アバン) | 下司泰弘 川西泰二 (アバン) | Chang Bum Chul、Lee Seok Yun Hue Hey Jung                                                      | 冨岡寛          | 4月27日       |
| 第5話  | 若き将の台頭   | 谷村大四郎 | 成田歳法                 | 高田昌宏                   | 相馬満、津端佳明、北村友幸 武智敏光、Chang Bum Chul Shin Min Seop、Lee Sang Jin Shin Hyung Sik | 冨岡寛          | 2021年 5月3日 |
| 第6話  | 互いの自負     | 高木登     | 若林厚史                 | 山本隆太                   | 一居一平、石川健介、大竹紀子                                                                   | 阿部恒          | 5月10日       |
| 第7話  | 穴だらけの荒野 | 宮下隼一   | 佐藤清光                 | 川西泰二                   | 北村友幸、武智敏光、森田実 大竹紀子、中村深雪                                                  | 阿部恒 冨岡寛   | 5月17日       |
| 第8話  | 女傑・媧燐     | 入江信吾   | 高本宣弘                 | 佐藤清光                   | Kim Gyeong-Hwan、Lee Jong-Gyeong Park Myoung Hun                                               | 冨岡寛          | 5月24日       |
| 第9話  | 蒙武の檄       | 谷村大四郎 | 相馬満                   | 川西泰二                   | Chang Bum Chul、Lee Seok Yun Hue Hey Jung                                                      | 冨岡寛          | 5月31日       |
| 第10話 | 窮地の大抜擢   | 金子鈴幸   | 古川順康                 | 下司泰弘                   | 森田実、津端佳明、石川健介 舘崎大、鞠野黄英、石田千夏                                          | 阿部恒          | 6月7日        |
| 第11話 | 武将の矜持     | 宮下隼一   | 今泉賢一                 | 小坂春女                   | 武智敏光、新井淳、大竹紀子 中村深雪、齋藤魁、島崎望                                            | 阿部恒          | 6月14日       |
| 第12話 | 媧燐軍の突撃   | 入江信吾   | 成田歳法                 | 高田昌宏                   | 櫻井正明、高原修司、橋本淳稔                                                                   | 阿部恒          | 6月21日       |
| 第13話 | 至強           | 谷村大四郎 | 若林厚史                 | 和田高明                   | 北村友幸、新井淳、津端佳明 大竹紀子、武智敏光、齋藤魁                                          | 阿部恒          | 6月28日       |
| 第14話 | 最強の漢       | 吉永亜矢   | 若林厚史 玉川真人        | 門間和弥                   | Chang Bum Chul、Lee Seok Yun Hue Hey Jung                                                      | 冨岡寛          | 7月19日       |
| 第15話 | 函谷関の裏     | 宮下隼一   | 玉川真人                 | 川西泰二                   | 森田実、北川知子 石田千夏、島崎望                                                              | りんしん        | 7月26日       |
| 第16話 | 李牧の行方     | 金子鈴幸   | 玉川真人                 | 下司泰弘                   | 迎千葉瑠、大竹紀子、北村友幸 武智敏光、森田実                                                  | 阿部恒          | 8月2日        |
| 第17話 | 本能型の極み   | 入江信吾   | 今泉賢一 島津裕行        | 佐藤清光                   | 森田実、中村深雪、石川健介 水井舞、Kim Gyeong-Hwan Lee Jong-Gyeong、Park Myoung Hun            | 冨岡寛          | 8月16日       |
| 第18話 | 政の決断       | 谷村大四郎 | 高本宣弘                 | 小坂春女                   | 福井麻紀、森田実 北川知子、島崎望                                                              | 阿部恒 りんしん | 8月23日       |
| 第19話 | 政、語りかける | 吉永亜矢   | 玉川真人                 | 川西泰二                   | Chang Bum Chul、Lee Seok Yun Hue Hey Jung、五十子忍、矢島陽介                                  | 冨岡寛          | 8月30日       |
| 第20話 | 最初の夜       | 宮下隼一   | 成田歳法                 | 和田高明                   | 鞠野黄英、新井淳、石田千夏 齋藤魁、津端佳明、石川健介 北川知子                                 | りんしん        | 9月6日        |
| 第21話 | 秘密の露見     | 高木登     | 高本宣弘                 | 辻橋綾香                   | 北川知子、奥田泰弘、北村友幸 武智敏光、森田実                                                  | 阿部恒          | 9月13日       |
| 第22話 | 出し尽くす     | 金子鈴幸   | 渡部穏寛                 | 飯村雅之                   | 江崎稔、申榮淳、森田実、島崎望 中村深雪、新井淳、北村友幸、武智敏光 石田千夏、北川知子、齋藤魁 | 冨岡寛          | 9月20日       |
| 第23話 | 破格の加勢     | 入江信吾   | 渡部穏寛                 | 川西泰二                   | 高原修司、橋本淳稔、櫻井正明 北川知子、竹内昭                                                  | りんしん        | 9月27日       |
| 第24話 | 深謝           | 谷村大四郎 | 葉摘田緒 今泉賢一        | 下司泰弘                   | 迎千葉瑠、斎藤和也、福江光恵、橋本淳稔 舘崎大、津端佳明、高原修司、森田実                      | 阿部恒          | 10月4日       |
| 第25話 | 巫舞の違い     | 高木登     | 若林厚史                 | 門間和弥                   | Chang Bum Chul、Lee Seok Yun Hue Hey Jung、Shin Myeong Ju                                      | 冨岡寛          | 10月11日      |
| 第26話 | 別の道         | 高木登     | 今泉賢一                 | 佐藤清光                   | 水井舞、Kim Gyeong-Hwan Lee Jong-Gyeong、Park Myoung Hun                                       | 冨岡寛          | 10月18日      |

| 話数   | サブタイトル | 脚本       | 絵コンテ          | 演出       | 作画監督 | 総作画監督      | 初放送日       |
| ------ | ------------ | ---------- | ----------------- | ---------- | --- | --------------- | -------------- |
| 第1話  | 戦後の七国   | 宮下隼一   | 高本宣弘          | 川西泰二   | 奥田泰弘、中村深雪 北川知子、武智敏光、浅尾宏成                                                                  | 阿部恒          | 2022年 4月10日 |
| 第2話  | 不穏な影     | 入江信吾   | 渡部穏寛          | 安江菜津美 | Chang Bum Chul、Lee Seok Yun Hue Hey Jung                                                                        | 冨岡寛          | 4月17日        |
| 第3話  | 討伐軍出陣   | 谷村大四郎 | 成田歳法          | 下司泰弘   | 青木真理子、石川健介、斎藤和也 齋藤魁、石田千夏、舘崎大 今野博司、五十子忍、服部憲知、十三                       | りんしん        | 4月24日        |
| 第4話  | 屯留攻城戦   | 金子鈴幸   | 今泉賢一          | 小坂春女   | 北川知子、北村友幸、森田実 津幡佳明、新井淳、島崎望                                                              | りんしん        | 5月1日         |
| 第5話  | 剣と盾       | 吉永亜矢   | 今泉賢一          | 川西泰二   | Chang Bum Chul、Lee Seok Yun Kim Hyeon Ok、Lee Jong-Kook Yoo Hye Jung、Jeong Yeon Seon                           | 冨岡寛          | 5月8日         |
| 第6話  | 新たな要所   | 吉永亜矢   | 高本宣弘          | 佐藤清光   | 奥田泰弘、森田実 Park Myeong hun、Lee Jong-Gyeong Seo Jin won                                                    | 冨岡寛          | 5月15日        |
| 第7話  | 呼びかけ     | 高木登     | 成田歳法          | 佐藤清光   | 森田実、津幡佳明、北村友幸 齋藤魁、武智敏光、島崎望                                                              | 阿部恒 りんしん | 5月22日        |
| 第8話  | 貂の存在     | 入江信吾   | 児谷直樹          | 飯村正之   | 北川知子、鞠野黄英、武智敏光、浅尾宏成、中村深雪                                                                 | 阿部恒          | 5月29日        |
| 第9話  | 紫伯の名     | 谷村大四郎 | 今泉賢一          | 門間和弥   | Chang Bum Chul、Lee Seok Yun Hue Hey Jung、Jeong Yeon Seon                                                       | 冨岡寛          | 6月5日         |
| 第10話 | 中華の注目   | 金子鈴幸   | 高木宣弘 今泉賢一 | 一居一平   | 北川知子、石田千夏、北村友幸、舘崎大 高原修司、橋本淳稔、齋藤魁、浅尾宏成 新井淳、島崎望、津幡佳明               | 阿部恒 りんしん | 6月12日        |
| 第11話 | 修練の日々   | 高木登     | 成田歳法          | 川西泰二   | Lee Yeong Mi、Lee Ji Taek、Jo Mi Jeong                                                                           | 冨岡寛          | 6月19日        |
| 第12話 | 傑物達の世代 | 入江信吾   | 高本宣弘          | 小坂春女   | 北川知子、森田実、北村友幸、高原修司 武智敏光、中村深雪、橋本淳稔                                                | 阿部恒          | 6月26日        |
| 第13話 | 咸陽の動き   | 谷村大四郎 | 今泉賢一          | 佐藤清光   | Lee Jong-Gyeong、Seo Jin won 森田実、津幡佳明、新井淳、服部憲知、竹内アキラ                                      | 冨岡寛          | 7月3日         |
| 第14話 | 新しい国     | 宮下隼一   | 成田歳法          | 安江菜津美 | 石川健介、高原修司、斉藤和也、後藤友里絵 露木愛里、石田千夏、浅尾宏成、青木真理子 斉藤魁、舘崎大、十三           | りんしん        | 7月10日        |
| 第15話 | 何もない男   | 吉永亜矢   | 今泉賢一          | 佐藤清光   | 北川知子、北村友幸、武智敏光、島崎望 後藤友里絵、森田実、竹内アキラ                                              | 阿部恒          | 7月17日        |
| 第16話 | 加冠の儀     | 金子鈴幸   | 今泉賢一          | 門間和弥   | Chang Bum Chul、Lee Seok Yun Lee Jong-Kook                                                                       | 冨岡寛          | 7月24日        |
| 第17話 | 三方ゆずらず | 高木登     | 成田歳法          | 川西泰二   | 北川知子、津幡佳明、新井淳、石川健介、齋藤魁 中村深雪、浅尾宏成、石田千夏、高原修司                              | りんしん        | 7月31日        |
| 第18話 | 渡河の戦い   | 入江信吾   | 今泉賢一          | 小坂春女   | 森田実、北村友幸、島崎望、高原修司 橋本淳稔、武智敏光、新井淳、北川知子 津幡佳明、浅尾宏成                       | 阿部恒          | 8月7日         |
| 第19話 | 袂を分かつ   | 谷村大四郎 | 今泉賢一          | 佐藤清光   | 森田実、後藤友里絵、奥田泰弘、石田千夏 服部憲知、島崎望、北川知子、浅尾宏成 中村深雪、武智敏光、齋藤魁、津幡佳明 | りんしん        | 8月14日        |
| 第20話 | 夢のような国 | 宮下隼一   | 今泉賢一          | 川西泰二   | 青木真理子、石川健介、浅尾宏成、島崎望 後藤友里絵、北村友幸、齋藤魁、竹内アキラ 北川知子、高原修司、森田実       | 阿部恒          | 8月21日        |
| 第21話 | 唯一の勝機   | 吉永亜矢   | 今泉賢一          | 安江菜津美 | Heo Hye Jung、Lee Seok Yun Lee Jong Kook、Park Sang Ho                                                           | 冨岡寛          | 8月28日        |
| 第22話 | 命がけの逃避 | 金子鈴幸   | 今泉賢一          | 佐藤清光   | 後藤友里絵、島崎望、北川知子 浅尾宏成、高原修司、新井淳、奥田泰弘 津幡佳明、舘崎大、石田千夏、武智敏光           | りんしん        | 9月4日         |
| 第23話 | 逆転の猛進   | 入江信吾   | 一居一平 今泉賢一 | 川西泰二   | 北川知子、武智敏光、浅尾宏成、斉藤魁 中村深雪、石田千夏、石川健介、津幡佳明 青木真理子、森田実、北村友幸、島崎望 | 阿部恒          | 9月18日        |
| 第24話 | 内乱の終着点 | 高木登     | 門間和弥          | 門間和弥   | Chang Bum Chul、Lee Seok Yun、Lee Jong Kook Shim Myeong Ju、Shin Eun Joo                                         | 冨岡寛          | 9月24日        |
| 第25話 | 雄飛の刻     | 高木登     | 一居一平 今泉賢一 | 一居一平   | 舘崎大、武智敏光、浅尾宏成、森田実、新井淳 奥田泰弘、齋藤魁、石田千夏、北川知子                                  | りんしん        | 9月24日        |
| 第26話 | 六将の行方   | 高木登     | 今泉賢一          | 一居一平   | 中村深雪、後藤友里絵、北川知子、島崎望 石川健介、北村友幸、津幡佳明、青木真理子 十三、斉藤和也、石田千夏、斉藤魁 | 阿部恒          | 10月2日        |

| 話数   | サブタイトル | 脚本       | 絵コンテ | 演出     | 作画監督 | 総作画監督 | 初放送日       |
| ------ | ------------ | ---------- | -------- | -------- | --- | ---------- | -------------- |
| 第1話  | 化物達の出陣 | 高木登     | 今泉賢一 | 川西泰二 | 青木真理子、大野勉、武智敏光、津幡佳明、斉藤魁 | 阿部恒     | 2024年 1月14日 |
| 第2話  | 戦場の匂い   | 高木登     | 今泉賢一 | 門間和弥 | Chang Bum Chul、Heo Hye Jung Lee Seok Yun、Lee Jong Kook、服部憲知 | 冨岡寛     | 1月21日        |
| 第3話  | 黒羊の夜     | 吉永亜矢   | 今泉賢一 | 佐藤清光 | 石田千夏、後藤友里絵、館崎大、石川健介、斎藤和也 | りんしん   | 1月28日        |
| 第4話  | 副長の責任   | 宮下隼一   | 今泉賢一 | 野崎麗子 | 今野博司、森山剛史、西川真人、服部憲知 鎌田均、津幡佳明、佐藤好、中林蘭子、溝渕美穂                                                                                   | 阿部恒     | 2月4日         |
| 第5話  | 執念の渡河   | 谷村大四郎 | 今泉賢一 | 門間和弥 | Lee Seok Yun、Lee Jong Kook、Kang Min Young Yoo Hye Jung、後藤友里絵、大槻ちえ                                                                                        | 冨岡寛     | 2月11日        |
| 第6話  | 黒羊の大一番 | 吉永亜矢   | 今泉賢一 | 一居一平 | 青木真理子、大野勉、北村友幸、武智敏光 津幡佳明、斉藤魁、後藤友里絵                                                                                                   | りんしん   | 2月18日        |
| 第7話  | 離眼の悲劇   | 宮下隼一   | 今泉賢一 | 川西泰二 | Park Myeong-Hun、Lee Jong-Gyeong、溝渕美穗 | 冨岡寛     | 2月25日        |
| 第8話  | 一瞬の出来事 | 高木登     | 今泉賢一 | 門間和弥 | Jo Mi Jeong、Bae Jae Eun、Oh Seung Hoon Lee Ji Taek、An Min Mi、Hwang You Seon Yeo Jeong Min、Kim Jeong Rim、Lee Seok Yun Lee Jong Kook、斎藤和也、内田百香、森山剛史 | 冨岡寛     | 3月3日         |
| 第9話  | "凶"         | 谷村大四郎 | 今泉賢一 | 佐藤清光 | 森山剛史、服部憲知、石川健介、館崎大、今野博司 斉藤和也、斉藤魁、石田千夏、後藤友里絵                                                                                 | 阿部恒     | 3月10日        |
| 第10話 | 矜持の咆哮   | 吉永亜矢   | 今泉賢一 | 野崎麗子 | 青木真理子、大野勉、鎌田均 北村友幸、武智敏光、西川真人 | りんしん   | 3月17日        |
| 第11話 | 尾平と飛信隊 | 宮下隼一   | 今泉賢一 | 門間和弥 | Jo Mi Jeong、Oh Seung Hoon、Lee Ji Taek An Min Mi、Hwang You Seon、Lee Seok Yun Lee Jong Kook、Kim Hyeon Ok、Woo Keum Young 冨岡寛                                    | 津幡佳明   | 3月24日        |
| 第12話 | 勝敗の夜ふけ | 高木登     | 今泉賢一 | 一居一平 | 青木真理子、今野博司、服部憲知、村上依理菜 斉藤和也、斉藤魁、柴さくら、西川真人、津幡佳明                                                                             | 阿部恒     | 3月31日        |
| 第13話 | 蔡沢の矜持   | 高木登     | 今泉賢一 | 川西泰二 | 石川健介、小澤尚子、鎌田均、北村友幸 武智敏光、館崎大、森山剛史、中戸崇広                                                                                             | りんしん   | 3月31日        |

## 放送局
| 放送期間                                                               | 放送時間                                                                               | 放送局           | シリーズ          | 備考                                                    |
| ---------------------------------------------------------------------- | -------------------------------------------------------------------------------------- | ---------------- | ----------------- | ------------------------------------------------------- |
| 2012年6月4日 - 9月24日 2012年10月1日 - 2013年2月25日                   | 月曜 19:00 - 19:25 月曜 18:30 - 18:55                                                  | NHK BSプレミアム | 第1シリーズ       | 連動データ放送 / リピート放送あり / 第1話は50分枠で放送 |
| 2013年3月4日 - 3月25日 2013年4月6日 - 6月1日                           | 月曜 18:30 - 18:55 土曜 23:45 - 日曜 0:10                                              | NHK BSプレミアム | 第1シリーズ総集編 |                                                         |
| 2013年6月8日 - 9月28日 2013年10月6日 - 2014年3月2日                    | 土曜 23:45 - 日曜 0:10 日曜 0:00 - 0:25（土曜深夜）                                    | NHK BSプレミアム | 第2シリーズ       | 連動データ放送                                          |
| 2020年4月6日 - 4月27日 2021年5月3日 - 8月23日 2021年8月30日 - 10月18日 | 月曜 0:15 - 0:40（日曜深夜） 月曜 0:10 - 0:35（日曜深夜） 月曜 0:05 - 0:30（日曜深夜） | NHK総合          | 第3シリーズ       |                                                         |
| 2022年4月10日 - 10月2日                                                | 日曜 0:00 - 0:25（土曜深夜）                                                           | NHK総合          | 第4シリーズ       | [ 注 11 ]                                               |
| 2024年1月14日 - 3月31日                                                |                                                                                        | NHK総合          | 第5シリーズ       | [ 注 13 ]                                               |
| 字幕放送実施。                                                         |                                                                                        |                  |                   |                                                         |

| 配信開始日    | 配信時間                     | 配信サイト |
| ------------- | ---------------------------- | --- |
| 2020年4月6日  | 月曜 12:00 更新              | dTV GYAO!ストア Rakuten TV ビデオマーケット DMM.com music.jp |
| 2020年4月11日 | 土曜 0:00 更新               | Amazon Prime Video Netflix Hulu バンダイチャンネル U-NEXT アニメ放題 TELASA auスマートパスプレミアム J:COMオンデマンド milplus ひかりTV アクトビラ PlayStation Video GYAO! |
|               | 土曜 1:35 - 2:05（金曜深夜） | ABEMA |
|               | 土曜 2:05（金曜深夜） 更新   | ABEMAビデオ |
| 2020年4月12日 | 日曜 19:00 更新              | TSUTAYA TV |

| NHK BSプレミアム 月曜 19:00 - 19:25                                                                                | NHK BSプレミアム 月曜 19:00 - 19:25                         | NHK BSプレミアム 月曜 19:00 - 19:25                                               |
| 前番組 | 番組名                                                      | 次番組                                                                            |
| --- | ----------------------------------------------------------- | --------------------------------------------------------------------------------- |
| おさるのジョージ（再放送）                                                                                         | キングダム （第1シリーズ、第17話まで） 【ここまでアニメ枠】 | おひさま（再放送） ※19:00 - 19:15にっぽん縦断 こころ旅 ※19:15 - 19:30             |
| NHK BSプレミアム 月曜 18:30 - 18:55                                                                                |                                                             |                                                                                   |
| ニッポンの里山 ふるさとの絶景に出会う旅 ※18:30 - 18:40もういちど、日本 ※18:40 - 18:45あにまるワンだ ※18:45 - 19:00 | キングダム （第1シリーズ、第18話以降） 【ここからアニメ枠】 | フランダースの犬（再放送）                                                        |
| NHK BSプレミアム 土曜 23:45 - 日曜 0:10                                                                            |                                                             |                                                                                   |
| ap bank fes '12 ※23:30 - 日曜 1:30                                                                                 | キングダム （第2シリーズ、第17話まで）                      | AKB48 SHOW! ※23:30 - 23:59キングダム（第2シリーズ、第18話以降） ※日曜 0:00 - 0:25 |
| NHK BSプレミアム 日曜 0:00 - 0:25（土曜深夜）                                                                      |                                                             |                                                                                   |
| キングダム （第2シリーズ、第17話まで） ※土曜 23:45 - 日曜 0:10特別番組枠 ※日曜 0:10 -                              | キングダム （第2シリーズ、第18話以降）                      | 笑う洋楽展 ※0:00 - 0:30 【ここから音楽番組枠】                                    |
| NHK総合 月曜 0:15 - 0:40（日曜深夜）                                                                               |                                                             |                                                                                   |
| 映像研には手を出すな! ※0:10 - 0:35みんなのうた ※0:35 - 0:40                                                        | キングダム （第3シリーズ、第4話まで）                       | 未来少年コナン デジタルリマスター版 （代替番組・再放送） ※0:10 - 0:40             |
| NHK総合 月曜 0:10 - 0:35（日曜深夜）                                                                               |                                                             |                                                                                   |
| 進撃の巨人 The Final Season Part 1                                                                                 | キングダム （第3シリーズ、第5話から第18話まで）             | キングダム （第3シリーズ、第19話以降） ※0:05 - 0:30フィラー映像など ※0:30 -       |
| NHK総合 月曜 0:05 - 0:30（日曜深夜）                                                                               |                                                             |                                                                                   |
| キングダム （第3シリーズ、第5話から第18話まで） ※0:10 - 0:35                                                       | キングダム （第3シリーズ、第19話以降）                      | 進撃の巨人 特別総集編 ※0:05 - 0:56                                                |
| NHK総合 日曜 0:00 - 0:25（土曜深夜）                                                                               |                                                             |                                                                                   |
| フィラー映像など ※土曜 23:45 -                                                                                     | キングダム（第4シリーズ） 【ここからアニメ枠】              | 弱虫ペダル LIMIT BREAK                                                            |
| NHK総合 日曜 0:00 - 0:25（土曜深夜）                                                                               |                                                             |                                                                                   |
| - | キングダム（第5シリーズ）                                   | 烏は主を選ばない ※土曜 23:45 - 日曜 0:10単発番組枠 ※0:10 - 0:40                   |

## 音楽ソフト
アニメ「キングダム」オリジナルサウンドトラック
SUZAK MUSIKより2014年3月19日発売。規格品番 NGCS-1037

## BD / DVD
avex entertainment→avex picturesより発売。
| 巻数    | 発売日         | 収録話          | 規格品番   | 規格品番   |
| 巻数    | 発売日         | 収録話          | BD         | DVD        |
| 単巻    | 単巻           | 単巻            | 単巻       | 単巻       |
| ------- | -------------- | --------------- | ---------- | ---------- |
| 一      | 2012年9月28日  | 第1話           |            | AVBA-49840 |
| 二      | 2012年9月28日  | 第2話 - 第3話   | AVBA-49841 |            |
| 三      | 2012年10月26日 | 第4話 - 第5話   | AVBA-49931 |            |
| 四      | 2012年10月26日 | 第6話 - 第7話   | AVBA-49933 |            |
| 五      | 2012年11月30日 | 第8話 - 第9話   | AVBA-49934 |            |
| 六      | 2012年11月30日 | 第10話 - 第11話 | AVBA-49845 |            |
| 七      | 2012年12月28日 | 第12話 - 第13話 | AVBA-49985 |            |
| 八      | 2012年12月28日 | 第14話 - 第15話 | AVBA-49986 |            |
| 九      | 2013年1月25日  | 第16話 - 第17話 | AVBA-62110 |            |
| 十      | 2013年1月25日  | 第18話 - 第19話 | AVBA-62111 |            |
| 十一    | 2013年2月22日  | 第20話 - 第21話 | AVBA-62169 |            |
| 十二    | 2013年2月22日  | 第22話 - 第23話 | AVBA-62170 |            |
| 十三    | 2013年3月29日  | 第24話 - 第25話 | AVBA-62272 |            |
| 十四    | 2013年3月29日  | 第26話 - 第27話 | AVBA-62273 |            |
| 十五    | 2013年4月26日  | 第28話 - 第29話 | AVBA-62323 |            |
| 十六    | 2013年4月26日  | 第30話 - 第31話 | AVBA-62324 |            |
| 十七    | 2013年5月31日  | 第32話 - 第33話 | AVBA-62372 |            |
| 十八    | 2013年5月31日  | 第34話 - 第35話 | AVBA-62373 |            |
| 十九    | 2013年6月28日  | 第36話 - 第38話 | AVBA-62446 |            |
| DVD-BOX |                |                 |            |            |
| 1       | 2014年1月31日  | 第1話 - 第9話   |            | AVBA-74208 |
| 2       | 2014年2月28日  | 第10話 - 第23話 | AVBA-74213 |            |
| 3       | 2014年3月28日  | 第24話 - 第38話 | AVBA-74220 |            |
| BD BOX  |                |                 |            |            |
| 上      | 2021年3月19日  | 第1話 - 第19話  | EYXA-13296 |            |
| 下      | 2021年3月19日  | 第20話 - 第38話 | EYXA-13297 |            |

| 巻数 | 発売日         | 収録話          | 規格品番   | 規格品番   |
| 巻数 | 発売日         | 収録話          | BD         | DVD        |
| 単巻 | 単巻           | 単巻            | 単巻       | 単巻       |
| ---- | -------------- | --------------- | ---------- | ---------- |
| 1    | 2013年8月30日  | 第1話 - 第2話   |            | AVBA-62510 |
| 2    | 2013年8月30日  | 第3話 - 第4話   | AVBA-62511 |            |
| 3    | 2013年9月27日  | 第5話 - 第6話   | AVBA-62512 |            |
| 4    | 2013年9月27日  | 第7話 - 第8話   | AVBA-62513 |            |
| 5    | 2013年10月25日 | 第9話 - 第10話  | AVBA-62514 |            |
| 6    | 2013年10月25日 | 第11話 - 第12話 | AVBA-62515 |            |
| 7    | 2013年11月29日 | 第13話 - 第14話 | AVBA-62516 |            |
| 8    | 2013年11月29日 | 第15話 - 第16話 | AVBA-62517 |            |
| 9    | 2013年12月27日 | 第17話 - 第18話 | AVBA-62518 |            |
| 10   | 2013年12月27日 | 第19話 - 第20話 | AVBA-62519 |            |
| 11   | 2014年1月31日  | 第21話 - 第22話 | AVBA-62520 |            |
| 12   | 2014年1月31日  | 第23話 - 第24話 | AVBA-62521 |            |
| 13   | 2014年2月28日  | 第25話 - 第26話 | AVBA-62522 |            |
| 14   | 2014年2月28日  | 第27話 - 第28話 | AVBA-62523 |            |
| 15   | 2014年3月28日  | 第29話 - 第30話 | AVBA-62524 |            |
| 16   | 2014年3月28日  | 第31話 - 第32話 | AVBA-62525 |            |
| 17   | 2014年4月25日  | 第33話 - 第34話 | AVBA-62526 |            |
| 18   | 2014年4月25日  | 第35話 - 第36話 | AVBA-62527 |            |
| 19   | 2014年5月30日  | 第37話 - 第38話 | AVBA-62528 |            |
| BOX  |                |                 |            |            |
| 上   | 2021年4月23日  | 第1話 - 第19話  | EYXA-13298 |            |
| 下   | 2021年4月23日  | 第20話 - 第39話 | EYXA-13299 |            |

| 巻数    | 発売日         | 収録話          | 規格品番     |
| BD BOX  | BD BOX         | BD BOX          | BD BOX       |
| ------- | -------------- | --------------- | ------------ |
| 上      | 2021年8月27日  | 第1話 - 第13話  | EYXA-13443/4 |
| 下      | 2021年11月26日 | 第14話 - 第26話 | EYXA-13446/7 |
| DVD BOX |                |                 |              |
|         | 2022年7月15日  | 第1話 - 第26話  | EYBA-13797/9 |

| 巻数       | 発売日         | 収録話          | 規格品番     |
| BD BOX     | BD BOX         | BD BOX          | BD BOX       |
| ---------- | -------------- | --------------- | ------------ |
| 成蟜の変   | 2022年8月26日  | 第1話 - 第5話   | EYXA-13804   |
| 著雍攻略戦 | 2022年9月23日  | 第6話 - 第13話  | EYXA-13805   |
| 毐国反乱編 | 2022年12月23日 | 第14話 - 第26話 | EYXA-13806/7 |
| DVD BOX    |                |                 |              |
|            | 2024年5月22日  | 全26話          | EYBA-14302/4 |

| 巻数         | 発売日        | 収録話 | 規格品番       | 規格品番     |
| 巻数         | 発売日        | 収録話 | BD BOX         | DVD BOX      |
| ------------ | ------------- | ------ | -------------- | ------------ |
| 黒羊丘の戦い | 2024年6月26日 |        | EYXA-14305/6/B | EYBA-14307/8 |

## ノベライズ
いずれも集英社JUMP j BOOKSから久麻當郎の著により発売。
キングダム THE ANIMATION 王と剣
2012年9月19日発売。ISBN 978-4-08-703276-5
キングダム THE ANIMATION 初陣
2012年11月19日発売。ISBN 978-4-08-703281-9
キングダム THE ANIMATION 大将軍
2013年4月4日発売。ISBN 978-4-08-703288-8